# Shōichi Tanaka
Shōichi Tanaka (ur. 8 sierpnia 1943) – Japończyk, od 1999 roku był szefem Honda Racing Developments.

## Kariera
Shōichi Tanaka rozpoczął pracę w Honda Motor Company w 1966 roku, w 1971 roku został dyrektorem handlowym Honda do Brazil. Po siedmiu latach został menedżerem sprzedaży na rynek europejski i został prezesem Hondy we Francji. Przeniósł się do wydziału Power Products Hondy, a rok później został starszym wiceprezydentem Honda America.
W 1999 roku został szefem Honda Racing Developments w Bracknell. Współpracował z zespołem British American Racing, w którym w 2004 roku otrzymał miejsce w zarządzie. Był starszym doradcą w Honda Racing Development i Honda Racing F1 Team oraz był szefem operacji Honda Racing F1 Team.